# Heather Meyers
Heather Meyers est une joueuse de volley-ball américaine née le 18 avril 1989 à Long Beach (Californie). Elle mesure 1,83 m et joue au poste d'attaquante.

## Clubs
| Club                  | De        | À         |
| --------------------- | --------- | --------- |
| University of Oregon  | 2007-2008 | 2010-2011 |
| ASKÖ Linz-Steg        | 2012-2012 | 2012-2012 |
| 1. VC Wiesbaden       | 2012-2013 | 2012-2013 |
| Valencianas de Juncos | jan 2014  | fév 2014  |
| VC Stuttgart          | 2014-2015 | …         |

## Palmarès
- Coupe d'Allemagne
  - Vainqueur : 2015.
  - Finaliste : 2013.
- Championnat d'Allemagne
  - Finaliste : 2015.